# Richard Markert
Ernst Otto Richard Markert (* 7. November 1891 in Elsterwerda; † 13. April 1957 in Köln) war ein NSDAP- und NDPD-Politiker und zu Beginn der Zeit des Nationalsozialismus Präsident des Senats und Bürgermeister der Hansestadt Bremen.

## Frühe Jahre
Markert wurde als Sohn eines Bäckers geboren. Er durchlief die Real- und die Oberrealschule, bevor er nach dem Abitur begann, in Berlin Rechtswissenschaften, Volkswirtschaftslehre und chemische Technologie zu studieren. Sein Studium wurde vom Ersten Weltkrieg unterbrochen, in welchem er als Soldat diente. Nach dem Ende des Krieges nahm er sein Studium wieder auf – allerdings in Leipzig. Während seines Studiums wurde er 1912 Mitglied der Leipziger Burschenschaft Germania. 1920 wurde Markert promoviert. Anschließend arbeitete er bei der I.G. Farben. Zwei Jahre später trat er den Freimaurern bei. 1929 beendete er seine Tätigkeiten für den Chemiekonzern und wurde Leiter des Arbeitsamtes in Sagan.

## Aufstieg zum Bremer Bürgermeister im Nationalsozialismus
1931 verließ er die Freimaurer und trat zum 1. September desselben Jahres in die NSDAP ein (Mitgliedsnummer 604.617). Wenige Wochen später, am 12. Oktober des gleichen Jahres, berief man ihn zum stellvertretenden Leiter des Arbeitsamtes in Bremen. Nach der Reichstagswahl am 5. März 1933 erfolgte die Machtübernahme der Nationalsozialisten in Bremen. Markert wurde am Abend dieses Tages von Reichsinnenminister Wilhelm Frick zum Polizeisenator ernannt. In dieser Funktion setzte er am 11. März einzelne „Spezialkommissare“ zur Überwachung der Amtsgeschäfte der noch im Amt befindlichen bisherigen Senatoren ein.
Bis zu diesem Augenblick hatte Markert im öffentlichen Leben der Hansestadt so gut wie keine Rolle gespielt. Im Gegensatz zu Hamburg (Krogmann) oder Lübeck (Völtzer) war es den Nationalsozialisten in Bremen nicht gelungen, die Machtübernahme „von innen“ durch Gewinnung eines namhaften Vertreters aus Handel oder Schifffahrt zu bewerkstelligen.
Nachdem der alte Senat unter Bürgermeister Donandt zurückgetreten war, wurde er am 18. März 1933 als Reichskommissar zum Vorsitzenden des Senats und damit zum kommissarischen Bürgermeister ernannt. Am 18. Juni wurde Markert als Treuhänder der Arbeit für das Wirtschaftsgebiet Niedersachsen eingesetzt. Ab dem 1. Oktober war er Bürgermeister Bremens.
In den Tagen vor dem 18. März hatten sowohl Markert als auch Kreisleiter Bernhard moderate Töne gegenüber der Bremischen Wirtschaft angeschlagen, deren Vertreter einer autoritären Neuordnung Deutschlands zwar seit Ende der 1920er Jahre zunehmend aufgeschlossen gegenüberstanden, jedoch Beschränkungen in Handel und Schifffahrt durch eine nationalsozialistische Regierung befürchteten.
In den Tagen nach der Ernennung des neuen kommissarischen Senats am 18. März brachten alle relevanten Unternehmerorganisationen und zahlreiche Einzelpersönlichkeiten ihre Kooperationsbereitschaft mit den neuen Machthabern zum Ausdruck und gratulierten Markert als neuem Senatspräsidenten teils persönlich zur Übernahme der Regierungsgeschäfte. Markerts Senat gehörten als Kaufleute Konsul Flohr (DNVP) als Finanzsenator und Hermann Ritter (DNVP) an, wobei letzterer als halbamtlicher Senator zusammen mit Kreisleiter Bernhard den wichtigen Bereich Handel, Häfen, und Verkehr übernahm. Der Schmierölkaufmann Laue (NSDAP) wurde Senator für Polizei und Inneres.
In seiner neuen politischen Funktion war Markert in der Vertretung Bremer Schiffbau- und Schifffahrtsinteressen sehr agil, fand jedoch dafür bei den Machthabern in Berlin praktisch keine Rückhalt.

## Kooperation mit Industrie und Außenhandel in Bremen
Im Rahmen eines Vortragsabends des Clubs zu Bremen am 3. April 1933 in der Glocke versuchte Markert vor den versammelten Spitzen des Bremer Großbürgertums nochmals, Bedenken des Handelskapitals gegen die womöglich mit Einschränkungen des Außenhandels einhergehende Wirtschaftspolitik der Nationalsozialisten auszuräumen und betonte, dass die Lebensfähigkeit Bremens mit der Entwicklung von Handel und Schifffahrt stehe oder falle: „Unsere vornehmste Sorge gilt infolgedessen dem Wiederaufbau der bremischen und damit der deutschen Schiffahrt“. Der Vorsitzende des Clubs, der Unternehmer Friedrich Roselius, versicherte daraufhin Markert der Unterstützung: „Die, die wir hier sitzen und zu Ihnen gekommen sind, wir werden Ihnen die Treue halten, Herr Bürgermeister, wenn Sie der Wegführer sind, der Bremen einer besseren Zukunft entgegenführt.“
Jedoch musste Rudolph Firle Markert am 9. Juni 1933 davon in Kenntnis setzen, dass die Bremischen Einflussmöglichkeiten in Berlin durch die Affären um Lahusen, Schröder und Bömers „einen tödlichen Stoß erlitten“ hatten.

### Frage der Reichsstatthalterschaft
In der für die Bremer Wirtschaft wichtigen Frage der Reichsstatthalterschaft hatte sich Markert am 12. April 1933 für eine engere Anlehnung Bremens an Oldenburg ausgesprochen, um eine gemeinsame Statthalterschaft mit Hamburg unter Karl Kaufmann abzuwenden, für die sich der Hamburger Bürgermeister Krogmann einsetzte und so für Bremen eine größere Eigenständigkeit zu erhalten.
Daraufhin brachten Deschimag-Direktor Stapelfeldt bei Hitler und Friedrich Roselius beim Chef der Reichskanzlei Lammers schriftlich ihre Bedenken gegen eine gemeinsame Statthalterschaft mit Hamburg zum Ausdruck. Da keine eigene Statthalterschaft für Bremen in Aussicht stand, befürworteten sie stattdessen eine gemeinsame Statthalterschaft Bremens mit Oldenburg und schlugen die Ernennung des Oldenburger Gauleiters Carl Röver zum Reichstatthalter vor. Dieser wurde am 5. Mai 1933 tatsächlich zum Reichstatthalter für Bremen und Oldenburg ernannt, so dass eine Unterordnung Bremischer Wirtschaftsinteressen unter die Vorherrschaft Hamburgs verhindert schien.
Seine Rolle beim Zustandekommen dieser Lösung anerkennend, sprach die Handelskammer Bremen Markert am 6. Mai 1933 im Namen der Kaufmannschaft ihren Dank aus.
Wie die herrschenden Kreise in Bremen bald erkennen mussten, stellte sich jedoch heraus, dass die Eigenständigkeit Bremens durch die „partikularistisch-oldenburgische Gesinnung“ Rövers und sein reserviertes Verhalten gegenüber dem Bremischen Bürgertum ebenso gefährdet war.

### Versuch der Reprivatisierung der Deschimag und Fusions-Druck auf den Bremer Vulkan
Zur Reprivatisierung des krisengeschüttelten Werftenverbunds Deschimag, bei dem inzwischen das Deutsche Reich und der Bremische Staat Mehrheitsaktionäre waren, unternahm Markert mehrere erfolglose Anläufe. Ein Vorschlag Markerts vom September 1933 zur Vereinigung der Deschimag mit der Kruppschen Germaniawerft in Kiel fand das Interesse von Gustav Krupp von Bohlen und Halbach. Die Germaniawerft sollte in diesem Verbund stillgelegt und die Produktionsanlagen unter Mitnahme der Marineaufträge nach Bremen überführt werden, was jedoch daran scheiterte, dass die Marineleitung auf der Beibehaltung der gesamten deutschen Schiffbaukapazität bestand. Um die Jahreswende 1933/34 stand Markert mit zwei Industriellen, Paul Reusch (Gutehoffnungshütte) und Otto Wolff (Vereinigte Stahlwerke) wegen der Übernahme der Aktienmehrheit in Unterhandlungen, was jedoch ebenso erfolglos blieb, sodass die Deschimag erst 1936 durch ein Bremer Konsortium unter Federführung von Deschimag-Direktor Stapelfeldt reprivatisiert werden konnte.
Im Frühjahr 1934 übte Markert massiven Druck auf den Bremer Vulkan aus, um sein Fusionierungskonzept des Vulkan mit der AG Weser durchzusetzen, das ähnlich auch im sogenannten Werftenplan des Reichswirtschaftsministeriums vorgesehen war. Dabei sollte insbesondere Heinrich Thyssen-Bornemisza, der 80 Prozent der Vulkan-Aktien besaß, zur Beteiligung an dem maroden Deschimag-Betrieb gezwungen werden. Die Fusion sollte über Druck auf den Norddeutschen Lloyd erreicht werden, der dem Vulkan keine Aufträge mehr erteilen sollte, darüber hinaus über die Abwerbung des Vulkan-Direktors Esser zur AG Weser.

### Scipio-Plan und Scheitern bei der Abwendung drastischer Außenhandelsregulierungen
Um für die Bremer Handelshäuser direkte Importbeschränkungen durch Gesetze der Reichsregierung abzuwenden, wandte sich Markert am 19. Juli 1934 an Reichsfinanzminister Schwerin von Krosigk und wies auf Bedenken der Hansestädte „gegenüber dem Weg einer zu starken Reglementierung“ hin. Zudem warb er für einen ursprünglich von Handelskammer-Vizepräses Scipio entwickelten Plan eines Exportschein-Systems zur Überwindung des Außenhandelsdefizits, das den Handelshäusern gewisse Entscheidungsspielräume erhalten sollte. Letztlich setzte sich jedoch der neue Reichswirtschaftsminister Schacht mit seinem Neuen Plan durch, sodass durch direkte Importbeschränkungen und -überwachungen die Spielräume des Bremischen Handelskapitals ab 1934 weiter drastisch eingeengt wurden.

### Verlust der „Afrikafahrt“ für den Bremischen Handel an Hamburg
Im Jahr 1934 fanden Verhandlungen um eine Reorganisation der deutschen Seeschifffahrt statt. Aufgrund der hohen betrieblichen Verluste der letzten Jahre der erst 1930 gebildeten HAPAG-Lloyd-Union wurde eine Entflechtung der Unternehmen als unumgänglich angesehen. Ein Vorschlag des Bremischen Senats sah eine Rückgabe der Gesamttonnage zu gleichen Teilen an Bremen und Hamburg vor. Wegen des schleppenden Fortgangs der Verhandlungen setzte der Reichsverkehrsminister am 19. Februar 1934 den Vorsitzenden des Verbandes Deutscher Reeder, den Hamburger Staatsrat John T. Essberger, als „Treuhänder der Reichsregierung für die Neuorganisation der Seeschiffahrt“ ein. Essberger schlug in Anlehnung an Interessen hamburgischer Schifffahrtskreise vor, sowohl die für die Aufnahme einer späteren Kolonialarbeit für Bremen wichtige Afrikafahrt als auch die Südamerikafahrt aus dem NDL auszugliedern und nach Hamburg zu verlagern, was schließlich vom Reichsverkehrsministerium umgesetzt wurde. Die Afrikafahrt fiel schließlich an die Woermann-Linie und die Ost-Afrika Linie, die Südamerikafahrt an die Hamburg-Süd-Reederei.
In Bezug auf die Vorschläge Essbergers herrschte nach Handelskammerpräses Bollmeyer und Vizepräses Scipio in der Bremischen Kaufmannschaft Einverständnis darüber, dass diese „als für Bremen untragbar strikt abgelehnt“ werden müssten. Der Reichsstatthalter für Oldenburg und Bremen, Carl Röver, hatte unter diesen Vorzeichen Bürgermeister Markert bei den Verhandlungen keinerlei Unterstützung gegeben. Am 4. Oktober 1934 musste sich Markert von Röver den Vorwurf gefallen lassen, er habe anfänglich zu hohe Forderungen gestellt und könne jetzt dafür keine Rückendeckung erwarten. Nach dem Ausgliederungsbeschluss herrschte in der Bremischen Wirtschaft „tiefe Depression“.

## Konflikt mit Reichsstatthalter Röver und politisches Karriereende
Während des sogenannten Röhm-Putsches stellte sich Markert gegen die SA und versuchte den Einfluss des NSDAP-Gauleiters Carl Röver auf Bremen zu schwächen, der auch Reichsstatthalter für Bremen und Oldenburg war. Dieses Vorhaben leitete das Ende seiner politischen Karriere ein, am 23. Oktober 1934 wurde er abgesetzt. Nicht zuletzt aufgrund der mangelnden Unterstützung Rövers für die Bremische Kaufmannschaft und des damit einhergehenden Niedergangs ihrer ökonomischen Basis zu Beginn der nationalsozialistischen Herrschaft hatte sich Markert für eine Herauslösung Bremens aus der gemeinsamen Statthalterschaft mit Oldenburg eingesetzt, was ihm den Zorn Rövers einbrachte. Sein Nachfolger wurde Karl Hermann Otto Heider.
1935 wurde Markert auch als Treuhänder beurlaubt. Danach arbeitete er in der Industrie und von 1938 bis 1945 als selbstständiger Exportkaufmann in Berlin.

## Weiteres Leben
Nach dem Ende des Zweiten Weltkriegs wurde Markert für einige Zeit von den Alliierten inhaftiert, letztlich aber freigelassen, sodass er weiterhin als Exportkaufmann arbeiten konnte. Markert wurde Mitglied der NDPD und des Ostberliner Magistrats. Dort erlangte er 1950 den Rang eines „Magistratdirektors für Volksbildung“.
Im darauffolgenden Jahr wurde er des unerlaubten Handels mit Wertpapieren überführt und zu drei Jahren Zuchthaus verurteilt. Ihm gelang jedoch die Flucht nach West-Berlin, wo er in einem Spruchkammerverfahren entlastet und freigesprochen wurde. Ab 1954 arbeitete er als Syndikus eines Arbeitgeberverbandes in Köln und engagierte sich für den Europagedanken. Am 13. April 1957 verstarb Richard Markert im Alter von 65 Jahren in Köln.